# فادیمه تونجر
فادیمه تونجر (آلمانی: Fadime Tuncer؛ زادهٔ ۸ اوت ۱۹۶۹، سیواس، ترکیه) سیاستمدار آلمانی و عضو حزب اتحاد ۹۰/سبزها است. او از فوریه ۲۰۲۲ نماینده مجلس ایالتی بادن-وورتمبرگ برای حوزه واینهایم است.

## زندگی‌نامه
فادیمه تونجر در ۸ اوت ۱۹۶۹ در سیواس، ترکیه، متولد شد. او شش سال اول زندگی‌اش را در سیواس گذراند. پدرش از سال ۱۹۷۰ به‌عنوان کارگر مهمان در مرسدس-بنز در آلمان کار می‌کرد؛ مادرش در سال ۱۹۷۱ به او پیوست. او ابتدا توسط مادربزرگش بزرگ شد تا اینکه در سال ۱۹۷۵ به والدینش در آلمان ملحق شد. او از آن زمان در مانهایم بزرگ شد و در سال ۱۹۹۱ دیپلم خود را از دبیرستان کاتولیک اورزولینن مانهایم دریافت کرد. از سال ۱۹۹۱ تا ۱۹۹۹ در دانشگاه‌های مانهایم و هایدلبرگ رشته حقوق خواند، اما مدرکی دریافت نکرد. از سال ۱۹۹۹ تا ۲۰۰۵ در دانشگاه هایدلبرگ علوم سیاسی (رشته اصلی)، جامعه‌شناسی (رشته فرعی)، و حقوق (رشته فرعی) با تمرکز بر حقوق عمومی را تحصیل کرد و مدرک کارشناسی ارشد (Magistra Artium) گرفت. او از سال ۱۹۹۸ در شریزهایم زندگی می‌کند، متأهل است و دو فرزند دارد. او در سال ۲۰۰۰ شهروندی ترکیه را واگذار کرد و تابعیت آلمان را پذیرفت.

## فعالیت سیاسی
تونجر از سال ۲۰۰۹ عضو حزب اتحاد ۹۰/سبزها است. همچنین از همان سال عضو شورای شهر شریزهایم و عضو شورای منطقه‌ای راین-نکار-کرایس بوده است. در انتخابات مجالس ایالتی بادن-وورتمبرگ در سال‌های ۲۰۱۶ و ۲۰۲۱، تونجر به‌عنوان نامزد جایگزین اولی اشکرل (به آلمانی: Uli Sckerl) در حوزهٔ انتخاباتی واینهایم نامزد شد. پس از درگذشت او، تونجر در تاریخ ۲۱ فوریهٔ ۲۰۲۲ به‌جای وی وارد مجلس ایالتی شد. او در پارلمان ایالتی در کمیته‌های آموزش و امور مالیاتی فعالیت می‌کند و سخنگوی حزب سبزها در زمینه آموزش و پرورش است. همچنین به‌عنوان رئیس گروه کاری مهاجرت و پناهندگان اتحاد ۹۰/سبزها در بادن-وورتمبرگ خدمت می‌کند.
وی در سال ۲۰۲۳، به دلیل حمایت سیاسی از یاسر رحمانی‌راد، پزشک ایرانی، و دو همکارش که به دلیل ارائه خدمات درمانی به معترضان خیزش ۱۴۰۱ ایران بازداشت شده بودند، مورد توجه رسانه‌ها قرار گرفت. در سپتامبر ۲۰۲۳، تونجر بار دیگر از رحمانی‌راد حمایت کرد. تونجر علیه بازداشت خودسرانه او اعتراض کرد و با تأکید بر اینکه او حق دارد از اتهامات علیه خود آگاه شود و از دادرسی عادلانه و وکیل انتخابی برخوردار باشد، خواستار آزادی فوری وی شد.